# Сон, Оле
Оле Кристиан Лиеп Сон (дат. Ole Christian Liep Sohn; родился 12 сентября 1954 года) — датский политик левого толка и автор книг. Бывший председатель Коммунистической партии Дании, затем перешедший в Социалистическую народную и Социал-демократическую. Депутат парламента Дании от Социал-демократов до 2015 года, бывший министром бизнеса и экономического роста Дании, пока не объявил о своей отставке 12 октября 2012 года.
Помимо своей политической деятельности, Сон является писателем и издателем. Он написал несколько книг о Советском Союзе, используя материалы, открытые в советских архивах под конец существования и после распада СССР. В 2004 году он основал издательскую фирму Forlaget Sohn. С 1990-х годов он также активно работает в Союзе писателей.

## Биография
Оле Сон родился в 1954 году в Торстеде (коммуна Хорсенс, Дания). Он вырос в Эгебьерге, посещал Эгебьергскую школу в 1960—1970 годах и педагогический колледж Гедведа в 1972—1973 годах. В 1970—1976 годах работал корабельным поваром, разнорабочим и бетонщиком.
Свою политическую карьеру Сон начал в молодом возрасте. После получения степени магистра он был представителем студентов в 1972—1973 годах. Он принимал активное участие в профсоюзном движении и с середины 1970-х годов он работал в нескольких профсоюзах, в том числе в центральном правлении Вседатской организации профсоюзов. Был членом правления профобъединения SiD в Хорсенсе с 1974 по 1987 год, председателем в 1977—1987 годах, и, наконец, членом главного правления SiD 1981—1987 годах.
Оле Сон женат на Ингер Сон. У них двое детей, Ибен и Кристиан.

## Политическая карьера

### Коммунистическая партия
Изначально Сон был членом Коммунистической партии Дании, присоединившись к коммунистическим организациям ещё в 8 классе. В 1981—1991 годах он был членом Центрального Комитета партии. В 1982—1984 годах он также был членом городского совета Хорсенса. С 1987 по 1989 год был кандидатом на парламентских выборах от компартии. Затем с 1989 по 1991 год он был кандидатом от Красно-зелёной коалиции, к которой присоединились коммунисты.
Когда в 1987 году умер прежний руководитель КПД Йорген Йенсен, новым председателем Коммунистической партии был избран Сон. Это было время глубоких внутренних разногласий на фоне перестройки в СССР, которые впоследствии привели к расколу партии. Сам Оле Сон отметил, что внутри КПД «в какой-то момент речь действительно шла о двух разных партиях». В 1987 году коммунисты решили избрать двух председателей вместо одного. Сон был избран председателем вместе с профсоюзным деятелем Яном Андерсеном, слывшим сторонником жёсткой линии в коммунистической партии, который относился к реформам Михаила Горбачева с большим скептицизмом. Сон был избран, чтобы уравновесить Андерсена как молодой и динамичный кандидат, который мог представлять фракцию «горбачёвцев» в партии.
Выборы двух председателей должны были символизировать сотрудничество между двумя фракциями партии, но вскоре после этого Андерсен умер, оставив Сону единоличную ответственность за урегулирование внутренних противоречий в партии. Сону пришлось столкнуться с великими потрясениями в коммунистическом движении в конце 1980-х годов. Однако он был слишком молод, чтобы справиться со старыми сторонниками жёсткой линии. Они выиграли внутрипартийную борьбу и в 1990 году сместили его. Это привело к проведению партийного съезда, на котором победу одержала фракция Сона, и партия раскололась. Однако через год он вышел из КПД и вступил в Социалистическую народную партию.

### Социалистическая народная партия
В 1992 году Сон был выдвинут в парламент от Социалистической народной партии. Он становился временным членом Фолькетинга с 6 октября 1994 по 22 октября 1994 года и снова с 28 ноября 1997 по 15 декабря 1997 года. Сон впервые был избран в парламент по списку Социалистической народной партии на выборах 11 марта 1998 года и проработал в парламенте до 2015 года. В парламенте Дании он был членом финансового комитета в 2004—2011 годах, политико-экономического комитета в 2004—2011 годах и комитета по регламенту в 2004—2011 годах, а также заместителем в комитете по культуре в 2006—2011 годах и по рынку труда в 2007—2009 годах.
После парламентских выборов 2011 года Сон стал министром бизнеса и роста 3 октября 2011 года. Во время своего пребывания на посту министра он создал комитет, которому было поручено проанализировать причины финансового кризиса и дать оценку эффективности антикризисных мер. В октябре 2012 года он объявил, что уйдёт из политики на следующих выборах, и через несколько дней оставил министерский пост коллеге по партии Аннет Вильгельмсен.
В феврале 2014 года Оле Сон объявил, что переходит в партию социал-демократов. Это произошло после того, как бывшие министры Астрид Краг и Ида Окен также покинули СНП.

## Библиография

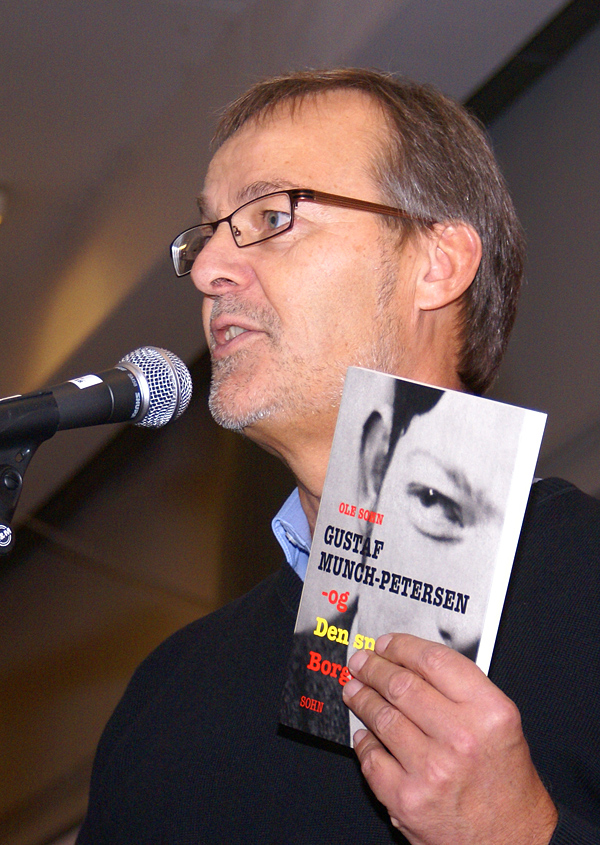
Оле Сон со своей книгой о Густаве Мунк-Петерсене